# Der Hurenstreik – Eine Liebe auf St. Pauli
Der Hurenstreik – Eine Liebe auf St. Pauli ist eine Filmkomödie und ein Liebesfilm des Regisseurs Martin Enlen. In der Hauptrolle verkörpert Sandra Speichert in ihrem geheimen Doppelleben die Kickboxerin Sandy und die Senatorentochter Isabell.

## Handlung
Die Reeperbahn in Hamburg ist der Ort, den der junge Künstler Nikolaus seine Heimat nennt. Dort fühlt er sich wohl, lebt mit den Damen des Rotlichtmilieus im Einklang und kann in Ruhe seinem künstlerischen Talent nachgehen. Eines Tages verliebt er sich in Sandy, die nachts als Kickboxerin auftritt und mit Schaukämpfen ihr Geld verdient. Sandy führt jedoch ein Doppelleben: Tagsüber ist sie die Tochter des Senators Röder, die Jura studiert. Der erfolglose Künstler Nikolaus ahnt zunächst nichts von dieser Doppelrolle. Nachdem er zunächst von seiner großen Liebe einen Korb erhält, schreibt er in seiner Euphorie in übergroßen Lettern die Worte „Ich liebe dich“ auf das Museumsschiff Cap San Diego, das im Hamburger Hafen vor Anker liegt.
Von der Polizei dabei ertappt, muss Nikolaus in Untersuchungshaft. Als Sandy von der Verhaftung ihres Verehrers erfährt, kontaktiert sie die Prostituierte Elisa, die gemeinsam mit ihren Kolleginnen einen Streik organisiert, um seine Freilassung aus der Haft zu erzwingen. Gemeinsam mit Sandy in der Rolle der Kickboxerin und der Unterstützung einer örtlich ansässigen Brauerei erwirken sie tatsächlich seine Haftentlassung.
Nun kommt der Vater von Sandy ins Spiel, der keine Ahnung von den nächtlichen Aktivitäten seiner Tochter hat. Da jedoch die Streikaktion ein großes Medienecho hervorruft, erfährt er von dem Doppelleben seiner Tochter.

## Erscheinungstermine
Der Hurenstreik – Eine Liebe auf St. Pauli wurde am 10. Februar 1999 erstmals auf RTL gesendet.

## Kritiken
Der Film erntete gemischte, jedoch überwiegend negative bis vernichtende Kritik. Beispielsweise konstatiert TV Spielfilm, dass nur selten „das Milieu so glatt und sauber wie in diesem Kiez-Märchen von Martin Enlen [wirkt]“. Das Fazit der Programmzeitschrift lautet: „Hübsch anzusehen, aber weichgespült“.
Die Fernsehzeitschrift Prisma geht mit der Produktion besonders hart ins Gericht und urteilt scharf: „Alberne Geschichte, dämliche Dialoge, unglaubwürdige Darstellung des Kiez und die ansonsten guten Darsteller sind schlecht wie nie“.
Kino.de hingegen ist der Ansicht, dass der Film eine nette Komödie ist, in dem unter anderem die Hamburger Prostituierten durch einen Streik für eine rechtsverbindliche Absicherung ihres Berufsstandes sorgen.